# Lagynochthonius chamorro
Lagynochthonius chamorro és una espècie d'aràcnid de l'ordre Pseudoscorpionida de la família Chthoniidae.
Es troba de forma endèmica a les Illes Carolines (Micronèsia).